# Sedera Andriamparany
Mathieu Sedera Randriamparany  est un footballeur malgache, né le 3 mai 1990 à Antananarivo. Il évolue au poste de milieu dans le club de l'as Excelsior

## Palmarès
- Vainqueur de la Coupe de Madagascar🇲🇬(1):                  - 2006
- Champion de Madagascar D1 🇲🇬 (2):                -2007 et 2009
- Vainqueur du Trophée des Champions de la Reunion 🇷🇪 (4):                                                                 -2012 (saint pauloise fc)                                  -2020 (Js saint pierroise)                                                    -2024, 2025 (as Excelsior)
- Vainqueur Coupe régionale de France 🇫🇷 (3):                                    - 2012 (saint Pauloise fc)                                 -2016, 2020 (js saint pierroise)
- Champion de la Réunion 🇷🇪 (8):                                  -2014 (saint Pauloise fc)                                  -2015, 2016, 2017, 2018 (js saint pierroise)           -2021 (La Tamponnaise)                                         -2023, 2024 (As Excelsior)
- Coupes de la Reunion 🇷🇪 (2):                                              -2018 (Js saint pierroise)                                          -2024 (As Excelsior)
- Doublé 🏆🏆 (4):                                                 -2012 (saint Pauloise fc)                                   -2016 , 2018, 2020 (Js saint pierroise)
- Triplé 🏆🏆🏆(1):                                            -2024 (as Excelsior)